# Savannah Luša
Milivoj Savannah Luša, hrvatski glazbenik iz Splita, gitarist. Kultno ime splitske glazbene pozornice. Jedan je od ključnih osoba u splitskom jazzu. Spada u rijetke glazbenike koji na toj pozornici neprekidno rade autorski. 1970-ih osnovao je jazz-fusion sastav Split kvintet koji je djelovao 70-tih i početkom 80-tih godina 20. stoljeća. Bio je hvaljen. Stvarao je glazbu nadahnutu radovima Milesa Davisa i sastava poput Mahavishnu orchestra, Return To Forever i Weather Report. U Split kvintetu bilo je više postava, a osim njega svirali su Nenad Bego, Mladen Duplančić, Duško Ivelić, Mladen Baučić, Vlado Kragić, Sabo Cikotić, Goran Reić i Tom Martin. U kasnijoj fazi njegov je sastav prešao u komercijalne svirke kao prateći sastav zvučnim imenima ondašnje estrade. To je Lušu zasitilo te je s obitelji odselio u Zimbabve gdje je živio dugo godina. Ondje je svirao s tamošnjim glazbenicima kao što je Thomas Mapfum odnosno izravno je na nj utjecala afrička glazba. Odrazilo se to na Lušin svirački stil i glazbeni izraz te je po povratku iz Afrike u Hrvatsku stvorio sastav Savannah Expression.